# Morimene
Morimene (en grec antic Μοριμενή) va ser un districte del nord-oest de Capadòcia, als dos costats del riu Halis, que segons Estrabó i Plini el Vell era considerat només terra de pastura, on no hi havia arbres fruiters i abundava en ases salvatges.
Roma va considerar que el territori estava inclòs dins a Galàcia i Claudi Ptolemeu no l'esmenta dins els districtes de Capadòcia.
La principal ciutat s'anomenava Venasa.